# HD 56169
Désignations
HD 56169, également désignée HR 2751, est une étoile de la constellation boréale du Lynx. Elle est visible à l'œil nu avec une magnitude apparente de 5,05. D'après la mesure de sa parallaxe annuelle par le satellite Gaia, l'étoile est distante d'environ ∼ 386 a.l. (∼ 118 pc) de la Terre. Elle s'en rapproche à une vitesse radiale héliocentrique de −15 km/s.
HD 56169 a été classée soit comme une étoile géante blanche de type spectral A4IIIn, soit comme une étoile blanche de la séquence principale moins évoluée de type spectral A3Vn. Dans les deux cas, la notation « n » indique que ses raies d'absorption apparaissent « nébuleuses » (élargies) en raison de sa rotation rapide. Elle tourne en effet sur elle-même à une vitesse de rotation projetée de 215 km/s. Cela donne à l'étoile une forme aplatie avec un rayon équatorial qu'on estime être 29 % plus grand que son rayon polaire. Elle est 85 fois plus lumineuse que le Soleil et sa température de surface est de 7 800 K.